# Eduard Roese
Karl Victor Eduard Roese (geboren 24. März 1855 in Elze; gestorben 21. April 1918 in Halle an der Saale) war ein deutscher Gymnasiallehrer und Historiker.

## Leben
Roeses Vater war königlicher Baurat aus Diepholz. Er besuchte das Ratsgymnasium Osnabrück, leistete Wehrdienst und studierte klassische Philologie und Germanistik an der Universität Göttingen. Seit 1878 war er als Hilfslehrer am Gymnasium Dortmund angestellt und erhielt 1880 eine feste Stelle, er führte den Berufstitel eines Präzeptors. Roese wurde 1884 mit einer mittelalterlichen Lateinarbeit an der Universität Tübingen promoviert.
Im September 1890 wechselte er an das Gymnasium im elsässischen Saarburg und 1895 als Oberlehrer an das Gymnasium in Saargemünd. Ab 1895 war er Gymnasialprofessor am Kaiser-Friedrich-Gymnasium in Frankfurt am Main. 1898 wechselte er erneut den Ort und ging als Schuldirektor an das Realgymnasium Stralsund. 1892 unternahm er eine archäologische Studienreise nach Italien und 1904 nach Griechenland.
Roese war von 1905 bis 1906 Direktor des Gymnasiums Athenaeum in Stade und danach Gymnasialdirektor in Bartenstein. 1916 wurde er Direktor des Domgymnasiums in Merseburg.
Im Ersten Weltkrieg wurde er als Major der Infanterie eingezogen und an der Westfront eingesetzt. Im April 1918 wurde er verwundet und in das Kriegslazarett in Halle eingeliefert, wo er starb. Roese war seit 1880 verheiratet und hatte zwei Kinder.
Roese veröffentlichte historische Untersuchungen und Quellen. Zu dem von Karl Rübel edierten ersten Band des Dortmunder Urkundenbuchs trugen beide 1889 den zweiten Band bei. Er betreute ab 1879 die städtische Münzensammlung. Auf seine Initiative hin beschloss 1883 der Rat der Stadt Dortmund, eine „Sammelstelle“ für historische und künstlerische Gegenstände einzurichten, und legte damit den Grundstein für die in mehreren Etappen vollzogene Gründung eines Museums, das später den Namen Museum für Kunst und Kulturgeschichte Dortmund erhielt. In seiner Zeit in Ostpreußen sammelte er Spinnstubenlieder, die er 1911 herausbrachte.

## Schriften (Auswahl)
- Karl Rübel; Eduard Roese: Dortmunder Urkundenbuch. Bd. 2, Hälfte 1. Dortmund : Köppen'sche Buchhandlung, 1890 (Neuausgabe 1975)
- Des Dominicaners J. Nederhoff Cronica Tremoniensium. Im Auftrage des historischen Vereins für Dortmund und die Grafschaft Mark herausgegeben von E. Roese. Verlag der Köppen'schen Buchhandlung, Dortmund 1880
- mit Albert Ludorff: Die Bau- und Kunstdenkmäler des Kreises Hörde : mit geschichtlicher Einleitung. Münster i. W.: Schöningh 1895
- mit Albert Ludorff: Die Bau- und Kunstdenkmäler des Kreises Dortmund-Stadt. Geschichtliche Einleitung von Eduard Roese. Münster i. W.: Schöningh 1895
- Zu Goethes Gedächtnis : Stralsund, Realgymnasium, Rede bei der Feier am 2. Sept. 1899. Stralsund : Kgl. Regierungs-Buchdruckerei, 1900
- Über Mithrasdienst. Stralsund : Kgl. Regierungs-Buchdruckerei, 1900, Beilage zum Jahresbericht des Realgymnasiums zu Stralsund, Ostern 1905
- Eine attische Hydria aus Melos. 1909
- Lebende Spinnstubenlieder : nach Wort und Weise aus Volksmund im ländlichen Ostpreussen aufgezeichnet : nebst einigen Liedern aus dem hannoverschen Heidelande. Berlin : Deutsche Landbuchhandlung, 1911